# Alpha Industries
Alpha Industries — компания по производству одежды. Основана в 1959 году в городе Ноксвилл, Теннесси (США). Основное направление — пошив одежды в стиле милитари. Более 40 лет основными заказчиками компании выступали вооружённые силы США: армия, ВМС, корпус морской пехоты и ВВС США. С начала открытия в 1959 году и по сей день компания выпускает полевые куртки M65 и лётные жакеты MA-1. С середины 1960 года фактически каждую лётную куртку в Америке выпустила компания Alpha Industries.
В 2007 году компания начала производство новых моделей одежды, предназначенных для гражданского населения.